# Dos Castillas
Dos Castillas è una stazione della linea ML2 della rete tranviaria di Madrid.
Si trova presso la Vía de las Dos Castillas nel comune di Pozuelo de Alarcón.

## Storia
È stata inaugurata il 27 luglio 2007 insieme al primo tratto della linea.